# Eilean an Eireannaich
Eilean an Eireannaich är en obebodd ö i Loch Laxford, Sutherland, Highland, Skottland. Ön är belägen 7 km från Scourie.